# Сластьони
Сластьо́ни — українська десертна страва, кульки з кислого чи пряного тіста, засмажені у киплячій олії (фритюрі) або розігрітому маслі і згори обсипані цукром або политі медом (ситою). Існують також варіанти запечених сластьонів. Сластьони традиційно робили на гостини, вечорниці, свята (зокрема Різдво) і ярмарки.

## Рецепти

### Традиційні
На 6 склянок пшеничного борошна — 2 склянки теплого молока, 3 яйця, 50 гр дріжджів.
Замісити пшеничне тісто на теплому молоці і дати йому зійти (залишити постояти приблизно на 50 хвилин). Як зійде, змочивши руки водою, щоб тісто не прилипало, сформувати кульки розміром із куряче яйце. Кульки смажити у киплячій олії (фритюрі) або гарячому маслі на середньому вогні по 5 хвилин з кожного боку або до утворення золотавої скоринки. Готові сластьони посипати цукровою пудрою з ваніллю.

### На сметані
Розмішати 5 жовтків з сіллю. Додати 4 склянки борошна, збитих в піну білків з 5 яєць і стільки сметани, щоб тісто було м'яке. За допомогою ложки кидати шматки тіста у кипляче масло. Викласти на тарілку і обсипати цукровою пудрою.

### З манних крупів
У кипляче молоко кладуть підсушені манні крупи і варять в'язку кашу. В охололу кашу кладуть розтерті з цукром жовтки, масло і сіль, все добре змішують, додають збиті білки і обережно розмішують.
Приготовлену масу беруть столовою ложкою, кладуть на сковороду з розігрітим вершковим маслом і підсмажують з обох боків до рум'яного кольору.
Готові сластьони поливають розігрітим вершковим маслом і посипають цукром.

### Запечені із начинкою
Приготувавши тісто на дріжджах із 1 склянки борошна з теплою водою і давши зійти, замішати знов борошном і, давши зійти вдруге, вимісити з ложкою цукру і цедрою. Після чого тісто розкочують і вирізають сластьони. Для начинки накласти варення, або зварених, дрібно покришених, протертих на сито яблук і вдруге зварених з цукром і цедрою. Зложивши сластьони з начинкою один на один, дати їм зійти на помащеній блясі в теплому місці і, як зійдуть, підсмажити знизу, додавши трохи масла. Після цього загнітити їх у печі.

### Полтавські
На 1 кг пшеничного борошна потрібно 100 г дріжджів, 1/2 л молока, 100 г цукру, 7 яєць (4 жовтки, 3 цільних), 100 г вершкового масла, 1 чарка горілки, 1-1,5 л олії для смаження, 3-4 ложки цукрової пудри.
Просіяти борошно через сито. Зробити опару з розтертих дріжджів, 1 ложки цукру, борошна і теплого молока. За консистенцією суміш має нагадувати сметану. Дати опарі постояти в теплому місці й підійти. Розтерти з цукром цільні яйця і додаткові жовтки, додати в опару разом із рештою молока, борошном, горілкою та сіллю. Ретельно вимісити і ввести у тісто розігріте вершкове масло. Знову поставити тісто підходити в теплому місці. Так вимісити кілька разів.
Змочивши руки в олії, сформувати з тіста маленькі кульки. Заготовлені кульки притрусити борошном. Посмажити сластьони у фритюрі: кульки тіста мають вільно плавати у киплячій олії. Готові сластьони посипати цукровою пудрою.

## Історія

### Ярмаркова лагомина
Первинно сластьон був вуличною їжею. У середині XIX сторіччя сластьони готували на базарах та ярмарках безпосередньо на очах у покупців. Жінка-сластьонниця стояла на майдані з пічкою і горщиком із готовим до смаження тістом, який обов'язково накривали онучею, аби те не затверділо. Коли покупець замовляв пончик, сластьонниця змочувала пальці, щоб не приставало, відщипувала шматочок тіста, викладала його на сковороду в олію, зазвичай конопляну, і пряжила.
Згодом традиція смаження сластьонів прямо на ярмарку відмерла. Їх почали готувати у домашніх умовах і продавати вже холодними. На початку XX сторіччя сластьони майже зникли з базарів, не витримавши конкуренцію з фабричними солодощами.
За свідченнями етнографа Миколи Сумцова, найкращими сластьонами славились ярмарки Харкова.

### Згадки у літературі
Сластьони згадуються в одному з найперших творів, написаних сучасною літературною українською мовою, — у поемі «Енеїда» Котляревського, де вони перелічені поміж інших ласощів, що їх їли праведники в раю:
|                      | І ласощі все тілько їли, Сластьони, коржики, стовпці, Варенички пшеничні, білі, Пухкі з кав’яром буханці |
| — Іван Котляревський | |

Відомі харківські сластьони, а надто процес їх виготовлення описав у оповіданні «Салдацький патрет» Григорій Квітка-Основ'яненко.